# František Krátký (voják)
Brig. gen. František Krátký (21. února 1893 Kožušany – 7. května 1942 Koncentrační tábor Mauthausen) byl československý legionář, voják a odbojář z období druhé světové války popravený nacisty.

## Život

### Před první světovou válkou
František Krátký se narodil 21. února 1893 v Kožušanech v okrese Olomouc v rodině rolníka Františka Krátkého a Anny, rozené Aclerové. Vychodil pět tříd obecné školy a poté studoval osm let na gymnáziu v Olomouci, kde v roce 1912 maturoval, a jeden rok na obchodní akademii v Prostějově. Zaměstnáním byl bankovní úředník Ústřední záložny rolnické v Olomouci. 

### První světová válka
V první světové válce bojoval František Krátký v rámci c. a k. armády v 97. pěším pluku na ruské frontě, kde byl v hodnosti kadeta 21. června 1915 zajat. V březnu 1917 se přihlásil do Československých legií, zařazen byl 26. 7. téhož roku. Absolvoval sibiřskou anabázi a dosáhl hodnosti poručíka. Do Československa se vrátil v roce 1920 přes Kanadu.

### Mezi světovými válkami
František Krátký se stal vojákem z povolání. Sloužil v posádkách v českém Slezsku, mezi lety 1922 a 1924 studoval na Vysoké škole válečné v Praze. Po jejím absolvování sloužil na velitelských funkcích v Olomouci a dále se vzdělával. Mezi lety 1928 a 1937 působil u hlavního štábu v Praze s ročním mezidobím mezi lety 1932 a 1933, kdy velel praporu v Jičíně. Od listopadu 1937 do září 1938 sloužil jako zatímní velitel Pěšího pluku 13 v Šumperku Během všeobecné mobilizace na podzim 1938 zastával post podnáčelníka pro zásobování a dopravu ve štábu Hlavního velitelství ve Vyškově, poté se opět krátce vrátil k velení pěšího pluku 13, který byl po odstoupení pohraničí přesunut do Boskovic. Od 31. října 1938 do likvidace Československé armády působil jako zatímní přednosta 4. oddělení u hlavního štábu v Praze. Dosáhl hodnosti plukovníka.

### Druhá světová válka
Po německé okupaci vstoupil do odbojové organizace Obrana národa, kde zastával funkci velitele kraje Olomouc - venkov, od počátku roku 1942 pak nadřízené oblasti Morava - východ. Zároveň s tím spolupracoval s organizací Petiční výbor Věrni zůstaneme. Za svou činnost byl v 22. října 1941 zatčen gestapem ve svém olomouckém bytě. Během výslechů nic neprozradil, což vedlo k tomu, že se zatýkání u něj zastavilo. Dne 20. ledna 1942 stanným soudem v Brně odsouzen k trestu smrti. Následně byl 2. února převezen do koncentračního tábora Mauthausen, kde byl 7. května 1942 rozsudek vykonán.

## Ocenění

### Vyznamenání
- Československý válečný kříž 1914–1918
- Československá revoluční medaile
- Československá medaile Vítězství
- Řád sv. Stanislava III. třídy

### Posmrtná ocenění
- František Krátký byl dne 26. dubna 1946 in memoriam jmenován čestným občanem města Šumperka, v severní části města po něm nese název jedna z ulic.[4]
- František Krátký byl dne 5. listopadu 1947 in memoriam povýšen do hodnosti brigádního generála.
- Františku Krátkému byl in memoriam udělen Československý válečný kříž 1939